# Jeff Sutherland
Jeff Sutherland   (North Attleborough, 20 de juny de 1941) és un dels creadors de Scrum, un marc per a la gestió de productes. Juntament amb Ken Schwaber, va presentar Scrum a OOPSLA '95. Sutherland va contribuir a la creació del Manifest Àgil l'any 2001. Juntament amb Ken Schwaber, va escriure i mantenir The Scrum Guide, que conté la definició oficial del marc.

## Formació
Graduat per l'Acadèmia Militar dels Estats Units, el 1967 es va desplegar amb la Força Aèria dels Estats Units a la Base Reial de la Força Aèria Tailandesa d'Udorn per fer vols de reconeixement en un RF-4C Phantom.
Després de tornar de la guerra del Vietnam, Sutherland va obtenir un màster en estadística a la Universitat Stanford. Després va ser professor de matemàtiques a l'Acadèmia de la Força Aèria dels Estats Units. Sutherland es va doctorar en biometria a la Facultat de Medicina de la Universitat de Colorado.

## Trajectòria
Juntament amb Yosi Amram, Sutherland va desenvolupar NewsPage a Individual.com, un dels primers editors de notícies a Internet. El motor de notícies utilitzava un sistema d'anàlisi lèxica.
Scrum és un marc per permetre l'agilitat empresarial a escala en tota una organització. Aquesta troballa va estar influenciada pel Manifest Agile. Sutherland diu que el "procés de desenvolupament de sistemes és un procés impredictible i complicat que només es pot descriure aproximadament com una progressió global".
El procés de scrum va ser desenvolupat per Sutherland, John Scumniotales i Jeff McKenna mentre estava a Easel Corporation i va estar influenciat pel desenvolupament de programari àgil. El principi es basava en un article de 1986 de Hirotaka Takeuchi i Ikujiro Nonaka a la Harvard Business Review, i incorpora pràctiques d'un esborrany d'estudi publicat al Dr. Dobb's Journal. Implica cicles de trenta dies de planificació, construcció i seguiment d'esprints. El nom Scrum va ser escollit en referència a una jugada de rugbi, ja que el sistema implica "un equip multifuncional" que "s'agrupa per crear una llista prioritzada". Scrum ha estat utilitzat per diverses grans corporacions. Sutherland ha afirmat que els equips distribuïts entrenats per utilitzar el sistema poden fer grans augments de productivitat en comparació amb la mitjana de la indústria.